# Лаврентий (антипапа)
Лаврентий (на латински: Laurentius, Caelius, вероятно Целий, † 506/507) е антипапа на Римокатолическата църква от 498 до 506.

## Биография
Първосвещеник на Санта Праседе, Лаврентий е избран за папа на 22 ноември 498 против Симах от недоволна фракция с византийска подкрепа. Всъщност Лаврентий е подкрепен от император Анастасий.
Лаврентий, подкрепен от готския крал Теодорих Велики, се настанява в Латеранския дрорец като папа, поставяйки началото на схизма, наречена Лаврентиева схизма, която продължава няколко години. Симах се опитва да успокои фракцията, като предлага на Лаврентий диоцеза на Ночера в Кампания, но привържениците на Лаврентий, сред които е сенатор Фест, поддържат схизмата. Теодорих е този, който, опасявайки се от византийско влияние върху Лаврентий, оттегля подкрепата си от него, отстранявайки го от Рим.